# Mario Haas
Mario Haas (Graz, 16 de septiembre de 1974) es un futbolista austriaco  retirado que se desempeñó de segundo delantero, su último club fue el Sturm Graz.

## Biografía
Haas debutó y jugó durante gran parte de su carrera deportiva en el Sturm Graz, el club de su ciudad natal, se desempeñó en dicho club entre 1992 y 1999, marchándose ese año al Racing Estrasburgo donde jugó una temporada, regresó al Sturm Graz en 2001 y en 2005 se marchó al JEF United Ichibara Chiba, de la J1 League japonesa. A partir de la primavera de 2007, Mario Haas volvió a jugar con su club habitual, el Sturm Graz, con el que se proclamó campeón de la Copa de Austria por cuarta vez en 2010. Fue sustituido en el partido contra el Kapfenberger SV el 12 de febrero de 2011, lo que supuso su partido 412 con el SK Sturm Graz en la Bundesliga y le convirtió en el único poseedor del récord del equipo por delante de Günther Neukirchner. Al final de la temporada 2010/11, Haas se proclamó campeón del fútbol austriaco con el Sturm por tercera vez. Así, Mario Haas participó en los tres títulos de liga y en cuatro de las cinco victorias coperas del Sturm Graz.
El 1 de diciembre de 2012, Mario Haas puso fin a su carrera activa a la edad de 38 años durante el partido Sturm Graz vs. Wiener Neustadt (3-1). 
Hoy dirige sus propios campamentos de fútbol. Fue entrenador del FC Bad Radkersburg, tras la rescisión de su contrato pasó a ser entrenador del USV Mettersdorf, pero este contrato se rescindió tras 5 derrotas consecutivas.
En la asamblea general del SK Sturm Graz, celebrada el 18 de enero de 2016, fue homenajeado como capitán honorífico junto con Günther Neukirchner y Andy Pichler.

### Selección de fútbol de Austria
Haas debutó en 1998 en un partido amistoso contra Estados Unidos, y participó en la Copa Mundial de la FIFA 1998. Fue internacional en 43 ocasiones y marcó siete goles. Su último partido internacional fue contra Escocia en amistoso en mayo de 2007. En noviembre de 2008, el entrenador Karel Brückner lo convocó para un amistoso contra Turquía pero Haas rehusó.

## Trayectoria
| Club                      | País    | Año         |
| ------------------------- | ------- | ----------- |
| SK Sturm Graz             | Austria | 1992 - 1999 |
| Racing Estrasburgo        | Francia | 1999 - 2000 |
| SK Sturm Graz             | Austria | 2001 - 2005 |
| JEF United Ichibara Chiba | Japón   | 2005 - 2006 |
| SK Sturm Graz             | Austria | 2006 - 2012 |

## Palmarés
SK Sturm Graz
- Bundesliga: 1998-99
- Copa de Austria: 1996, 1997, 1999

JEF United Ichibara Chiba
- Copa J. League: 2005, 2006